# Хорсли, Ральф
Ра́льф Хо́рсли (анг. Ralph Horsley; род. 13 апреля 1984, Мидлендс, Англия) — художник, чьи работы появлялись в ролевых играх.

## Карьера
Его работа над Dungeons & Dragons включает обложку для приключения:
The Shattered Gates of Slaughtergarde (2006 год), внутреннюю графику для Monster Manual III (2004 г.)
Player's Handbook II (2006 г.), Fiendish Codex I: Hordes of the Abyss (2006 г.), Complete Psionic (2006 г.), Complete Mage (2006 г.), Cityscape (2006 г.), The Shattered Gates of Slaughtergarde (2006 г.), Dungeonscape (2007 г.), Сборник магических предметов (2007 г.), Monster Manual V (2007 г.), Rules Compendium (2007 г.), Elder Evils (2007 г.), а также 4-е издание Monster Manual (2008 г.) и Manual of the Plans (2008 г.).
Он известен своей работой над коллекционной карточной игрой Magic: The Gathering.  Он также внес свой вклад в создание карточной игры World of Warcraft и Hearthstone.

## Личная жизнь
Хорсли был женат на художнице Энн Стоукс. 

## использованная литература
1. ↑  Card Search. Дата обращения: 3 марта 2022. Архивировано 3 марта 2022 года.
2. ↑  Anne Stokes: Art Gallery. Дата обращения: 21 апреля 2012. Архивировано из оригинала 12 апреля 2012 года.